# Walter Schmidt (Diplomat)
Walter Schmidt (* 13. Oktober 1929 in Dresden) ist ein ehemaliger deutscher Diplomat. Er war Botschafter der DDR in Nepal und in der Jemenitischen Arabischen Republik (Nordjemen).

## Leben
Schmidt begann 1944 eine Lehre als Flugzeugmonteur und erlernte von 1945 bis 1948 den Beruf des Maurers. Er war zunächst im Beruf tätig und schloss sich der SED und dem FDGB an. Von 1946 bis 1948 war er Mitglied des Ortsvorstandes und Jugendsekretär der Industriegewerkschaft Bau in Dresden und ab 1949 Mitglied des Zentralvorstandes der IG Bau/Holz in Ost-Berlin. An einer Arbeiter-und-Bauern-Fakultät (ABF) erwarb er 1954 das Abitur und studierte von 1954 bis 1955 Wirtschaftswissenschaften in Ost-Berlin. Von 1955 bis 1960 absolvierte er ein Studium an der Universität und an der Hochschule für Außenhandel in Peking. Anschließend war er von 1960 bis 1966 Mitarbeiter der Abteilung Außenpolitik und Internationale Verbindungen im ZK der SED. Im Jahr 1966 trat er in den Diplomatischen Dienst der DDR ein und war von 1966 bis 1968 Geschäftsträger an der DDR-Botschaft in der Volksrepublik China. Danach war er erneut Mitarbeiter im ZK der SED bzw. Leiter der Sektion Bangladesch im Ministerium für Auswärtige Angelegenheiten der DDR (MfAA). Als solcher war er im November 1972 an den offiziellen Gesprächen zwischen der DDR und Bangladesch unter Leitung der Außenminister Otto Winzer und Abdus Samad Azad zur weiteren Entwicklung der Beziehungen beider Länder beteiligt. Nach der Herstellung diplomatischer Beziehungen zwischen beiden Staaten am 15. November 1972 nahm die DDR-Botschaft in Islamabad im Januar 1973 ihre Tätigkeit auf und Schmidt wurde zum Botschaftsrat und Geschäftsträger ernannt. Von 1976 bis 1980 leitete er die Abteilung Süd- und Südostasien im MfAA. Von Dezember 1980 bis April 1986 war er Botschafter der DDR in Kathmandu, von September 1987 bis 1990 dann in Sanaa.

## Auszeichnungen
- Verdienstmedaille der DDR